# Canton de Montauban-2
Le canton de Montauban-2 est  un canton français du département de Tarn-et-Garonne et de la région Occitanie.

## Histoire
Le canton est créé en 1973, lors du redécoupage de la ville en quatre cantons. Montauban était auparavant divisée entre les cantons de Montauban-Est et de Montauban-Ouest.
Il est modifié par le décret du 27 février 1991 créant les cantons de Montauban-5 et Montauban-6.
À la suite du redécoupage cantonal de 2014, les limites territoriales du canton sont à nouveau remaniées.

## Représentation

### Représentation de 1973 à 2015
| Période | Période      | Identité                         | Étiquette | Qualité                                                            |
| ------- | ------------ | -------------------------------- | --------- | ------------------------------------------------------------------ |
| 1973    | 1985 (décès) | Raoul Gouze                      | PS        | Adjoint au maire de Montauban (1965-1977)                          |
| 1985    | 1988         | Hubert Gouze (fils du précédent) | PS        | Professeur Maire de Montauban de 1983 à 1994 Député de 1981 à 1993 |
| 1988    | 2001         | Michel Marty                     | PS        | Commerçant Maire-adjoint de Montauban                              |
| 2001    | 2008         | Maryse de Santi-Almayrac         | DL        | Professeurdes écoles, Montauban                                    |
| 2008    | 2015         | Michel Marty                     | PS        | Ancien conseiller régional Ancien maire-adjoint de Montauban       |

### Représentation depuis 2015
| Période élective | Période élective | Mandat | Mandat   | Identité             | Nuance | Nuance | Qualité |
| ---------------- | ---------------- | ------ | -------- | -------------------- | ------ | ------ | --- |
| 2015             | 2021             | 2015   | 2021     | Catherine Bourdoncle |        | PS     | Chargée d'opération PACT 82 |
| 2015             | 2021             | 2015   | 2021     | José Gonzalez        |        | PRG    | Retraité Caisse Primaire d'Assurance Maladie de Tarn-et-Garonne Ancien conseiller général du Canton de Montauban-5 (1994-2015) |
| 2021             | 2028             | 2021   | en cours | Cathie Bourdoncle    |        | PS     | 5ème Vice-présidente du Conseil départemental                                                                                  |
| 2021             | 2028             | 2021   | en cours | José Gonzalez        |        | PRG    | 4ème Vice-président du Conseil départemental                                                                                   |

### Résultats détaillés

#### Élections de mars 2015
À l'issue du 1er tour des élections départementales de 2015, trois binômes sont en ballottage : Olivier Gallerani et Véronique Lagarrigue (Union de la Droite, 27,96 %), Marie-Dominique Bagur et André Koehl (FN, 25,35 %) et Catherine Bourdoncle et José Gonzalez (Union de la Gauche, 23,71 %). Le taux de participation est de 58,3 % (7 793 votants sur 13 366 inscrits) contre 58,89 % au niveau départemental et 50,17 % au niveau national.
Au second tour, Catherine Bourdoncle et José Gonzalez (Union de la Gauche) sont élus avec 39,44 % des suffrages exprimés et un taux de participation de 60,38 % (3 023 voix pour 8 068 votants et 13 363 inscrits).

#### Élections de juin 2021
Le premier tour des élections départementales de 2021 est marqué par un très faible taux de participation (33,26 % au niveau national). Dans le canton de Montauban-2, ce taux de participation est de 35,51 % (4 804 votants sur 13 527 inscrits) contre 40,22 % au niveau départemental. À l'issue de ce premier tour, deux binômes sont en ballottage : Cathie Bourdoncle et José Gonzalez (Union à gauche, 25,54 %) et Magali Floret-Miguet et Pierre Poma (RN, 20,19 %).
Le second tour des élections est marqué une nouvelle fois par une abstention massive équivalente au premier tour. Les taux de participation sont de 34,36 % au niveau national, 41,75 % dans le département et 38,16 % dans le canton de Montauban-2. Cathie Bourdoncle et José Gonzalez (Union à gauche) sont élus avec 68,07 % des suffrages exprimés (3 213 voix pour 5 165 votants et 13 535 inscrits),,.

## Composition

### Composition de 1973 à 1991
Le canton de Montauban-2 était formé de :
- Léojac-Bellegarde,
- la portion de territoire de la ville de Montauban délimitée par l'axe des voies ci-après : route nationale n° 20, avenue Jean-Moulin, avenue Gambetta jusqu'à la préfecture, avenue Lacapelle, rue Henri-Marre, boulevard Gustave-Garrisson, rue des Doreurs jusqu'au lycée Michelet, de la rue des Doreurs au boulevard Blaise-Doumerc en longeant le lycée Michelet, boulevard Blaise-Doumerc, avenue Saint-Michel, rue Félix-Faure, rue Parallèle, rue de Chambord jusqu'à la rue Irénée-Bonnafous, rue de Chambord, rue Parallèle, rue de Selves, boulevard Édouard-Herriot, rue Édouard-Forestier, rue Jules-Massenet, rue Charles-Gounod, rue Marcel-Guerret, lieudit La Lande Haute, rue Édouard-Forestier et chemin communal n° 70 jusqu'à Léojac.

### Composition de 1991 à 2015
Le canton de Montauban-2 était composé de la portion de territoire de la commune de Montauban délimitée par l'axe des voies ci-après: route de Saint-Antonin, avenue de Nègrepelisse, rue du Camp-d'aviation, rue du Docteur-Lapeyre, rue Garrel, rue Gérard-Philipe, rue Manet; par une ligne allant de l'extrémité de la rue Manet à l'extrémité de l'impasse Louis-Braille; par l'axe des voies ci-après: impasse Louis-Braille, rue Victor-Brun, boulevard Alsace-Lorraine, boulevard Blaise-Doumerc, place de la Libération, avenue du 19-Août-1944, avenue de la Gare, avenue du 11e-Régiment-d'Infanterie, grand-rue Villenouvelle, esplanade Prax-Paris, place Prax-Paris, place Alexandre-Ier, boulevard Gustave-Garrisson, boulevard Blaise-Doumerc, avenue Charles-de-Gaulle, rue Félix-Faure, boulevard Irénée-Bonnafous, rue de Selves, boulevard Édouard-Herriot, rue Édouard-Forestié, rue Georges-Clemenceau, rue du Ramiérou, route de Léojac, et par les limites des communes de Léojac et Saint-Étienne-de-Tulmont.

### Composition depuis 2015
| Nom                               | Code Insee | Intercommunalité   | Superficie (km2) | Population (dernière pop. légale)                | Densité (hab./km2) | Modifier                                    |
| --------------------------------- | ---------- | ------------------ | ---------------- | ------------------------------------------------ | ------------------ | ------------------------------------------- |
| Montauban (bureau centralisateur) | 82121      | CA Grand Montauban | 135,17           | Fraction : 19 993 (2022) Commune : 62 487 (2022) | 462                | modifier les données · modifier les données |
| Canton de Montauban-2             | 8207       |                    |                  | 19 993 (2022)                                    |                    | modifier les données                        |

Le canton est désormais composé de la partie de la commune de Montauban située à l'est d'une ligne définie par l'axe des voies et limites suivantes : depuis la limite territoriale de la commune de Lamothe-Capdeville, route de Mirabel, chemin de Bondillou, chemin de Fustie, chemin de Bonnefond, chemin des Gascous, chemin Prax-Paris, route départementale 959, chemin de Matras, ligne de chemin de fer Les Aubrais-Montauban, rue du Docteur-Labat, rue du Colonel-Christian-Gerona, rue des Primeurs, rue Henri-Tournié, avenue de Falguières, avenue du 11e-Régiment-d'Infanterie, rue Léon-Cladel, avenue Léon-Gambetta, faubourg Lacapelle, boulevard Blaise-Doumerc, carrefour du Bicentenaire, boulevard Édouard-Herriot, rue Édouard-Forestié, rue du Ramièrou, avenue de Léojac, autoroute A 20, impasse du Tigné, route de Léojac, jusqu'à la limite territoriale de la commune de Léojac.

## Démographie
En 2022, le canton comptait 19 993 habitants, en évolution de +3,61 % par rapport à 2016 (Tarn-et-Garonne : +3,12 %, France hors Mayotte : +2,11 %).
| 2013   | 2018   | 2022   |
| ------ | ------ | ------ |
| 19 178 | 19 974 | 19 993 |